# Cautor luteus
Cautor luteus är en snäckart som först beskrevs av Suter 1908.  Cautor luteus ingår i släktet Cautor och familjen Triphoridae. Inga underarter finns listade i Catalogue of Life.